# 제록스 인디아
제록스 인디아(Xerox India)는 제록스의 인도 자회사이다. 모기업 제록스(Xerox)는 미국의 프린터, 복사기, 문서 출력 서비스 & 기술 회사이다.
원래이름은 모디 제록스(Modi Xerox)였다. 1983년 부펜드라 쿠마르 모디(Bhupendra Kumar Modi) 박사의 모디코프(ModiCorp)(지금은 스파이스 코프)와 랭크 제록스(Rank Xerox)의 합작 형태로 사업을 시작했다. 당시 지분율은 모디코프가 40%, 랭크 제록스가 40%, 기타 개인 투자자가 20%였다. 1982년부터 존재했던 인디아 제로그래픽 시스템스(Indian Xerographic Systems)을 발전시킨 형태였다. 다른 합작회사로는 1995년 설립된 모디 제록스 소프트웨어 시스템스 및 모디 제록스 파이낸스 시스템스가 있었다.
1997년 랭크 제록스는 제록스에 흡수되었고, 제록스 본사에서 모디 제록스의 주식을 사들였다. 과반수의 주식을 사들인 뒤, 제록스 모디코프라고 이름을 바꾸었다. 소프트웨어 및 서비스 사업도 메인 사업에 흡수되었다.

## 같이 보기
- 제록스(Xerox)
- 랭크 제록스(Rank Xerox)
- 후지 제록스(Fuji Xerox)